# Renzo Girolami
Renzo Girolami, né à Rome le 12 janvier 1939, décédé en 2000, est un réalisateur et assistant réalisateur italien.

## Biographie
Renzo Girolami est le fils de Francesco Girolami, frère de Marino et de Romolo Girolami, et le cousin d'Enzo G. Castellari. Il est employé comme assistant  réalisateur à partir de 1966, souvent dans des films de genre. Outre ses oncles et son cousin, il assiste Luciano Salce et Roberto Bianchi Montero. Il est aussi dialoguiste et adapte certains films pour les traductions ou les doublages.
En 1976, sous le pseudo de Renzo Spaziani, il co-réalise avec Mario Bianchi, non crédité, un western spaghetti Des dollars plein la gueule.

## Filmographie

### Réalisateur
- 1976 : Des dollars plein la gueule (Più forte, sorelle) avec Mario Bianchi

### Assistant réalisateur
Sauf indication contraire, les informations mentionnées dans cette section peuvent être confirmées par la base de données cinématographiques IMDb,  présente dans la section « Liens externes ».
- 1967 : Le Tigre sort sans sa mère de Mario Maffei
- 1967 : À Ghentar, la mort est facile de León Klimovsky
- 1967 : Due rrringos nel Texas de Marino Girolami
- 1968 : Django porte sa croix d'Enzo G. Castellari
- 1968 : Django, prépare ton exécution de Domenico Paolella
- 1968 : Un colt et le diable de Marino Girolami
- 1969 : Les Sept Bâtards de Roberto Bianchi Montero
- 1969 : I due magnifici fresconi de Marino Girolami
- 1969 : Raptus de Marino Girolami
- 1970 : Ici Londres... la colombe ne doit pas voler de Sergio Garrone
- 1971 : Durango encaisse ou tue de Roberto Bianchi Montero
- 1971 : Le Lis de mer de Jacqueline Audry et Renzo Cerrato
- 1972 : Les Orgies de Frankenstein 80 de Mario Mancini
- 1973 : Simbad le calife de Bagdad de Pietro Francisci
- 1973 : Provaci anche tu Lionel de Roberto Bianchi Montero
- 1974 : Le Château de l'horreur de Dick Randall
- 1974 : Il était une fois une petite culotte de Roberto Bianchi Montero
- 1975 : Salvo D'Acquisto de Romolo Guerrieri (sous le pseudo de Renzo Spaziani)
- 1975 : Marche pas sur ma virginité de Marino Girolami (sous le pseudo de Renzo Spaziani)
- 1975 : Calore in provincia de Roberto Bianchi Montero
- 1976 : Les Féroces de Romolo Guerrieri (sous le pseudo de Renzo Spaziani)
- 1977 : La presidentessa de Luciano Salce (sous le pseudo de Renzo Spaziani)
- 1977 : Ras-le-bol à l'italienne de Luciano Salce (sous le pseudo de Renzo Spaziani)
- 1978 : La Loi de la CIA de Romolo Guerrieri (sous le pseudo de Renzo Spaziani)
- 1979 : L'importante è non farsi notare de Romolo Guerrieri (sous le pseudo de Renzo Spaziani)
- 1979 : Martin Eden, mini-série télévisée de Giacomo Battiato (sous le pseudo de Renzo Spaziani)
- 1980 : La locandiera de Paolo Cavara (sous le pseudo de Renzo Spaziani)
- 1981 : L'Affaire Graziosi, téléfilm de Michele Massa (sous le pseudo de Renzo Spaziani)
- 1981 : Asso de Franco Castellano et Giuseppe Moccia (sous le pseudo de Renzo Spaziani)
- 1983 : F.F.S.S., cioè: “...che mi hai portato a fare sopra a Posillipo se non mi vuoi più bene?” de Renzo Arbore (sous le pseudo de Renzo Spaziani)
- 1984 : Ainsi parlait Bellavista de Luciano De Crescenzo (sous le pseudo de Renzo Spaziani)
- 1986 : Mino, mini-série télévisée de Gianfranco Albano (sous le pseudo de Renzo Spaziani)
- 1986 : Black Tunnel de Federico Bruno (sous le pseudo de Renzo Spaziani)
- 1993 : Le Dernier Contrat, téléfilm de Romolo Guerrieri (sous le pseudo de Renzo Spaziani)